# Národní knihovna svatého Cyrila a Metoděje
Národní knihovna svatého Cyrila a Metoděje (bulharsky Национална библиотека „Св. Св. Кирил и Методий“; do roku 2009 Народната библиотека „Св. св. Кирил и Методий“) je národní knihovna v Bulharsku, která se nachází v hlavním městě Sofii.
Byla založena 4. dubna 1878, knihovna dostala statut bulharské Národní knihovny o tři roky později. Knižní fond se skládá z 7 808 928 titulů. Je pojmenována po sv. Cyrilovi a sv. Metodějovi. Budova knihovny byla navržena slavným bulharským týmem architektů Ivanem Vasilovem a Dimitărem Colovem a dokončena v období let 1940–1953.